# Simpsoncalifragilisticexpiala(Annoyed Grunt)cious
Simpsoncalifragilisticexpiala(Annoyed Grunt)cious, llamado Simpsoncalifragilisticoespialid... ¡oh! so en España y Simpsoncalifragilisticoespialidoso en Hispanoamérica es un episodio de la octava temporada de la serie animada Los Simpson, estrenado el 7 de febrero de 1997 en Estados Unidos. Después de que Marge sufra estrés, la familia contrata a una niñera, del estilo de Mary Poppins, quien trata de ayudarlos a ser mejores personas. Fue dirigido por Chuck Sheetz y escrito por los productores ejecutivos Al Jean & Mike Reiss. Fue el último episodio escrito por Mike Reiss.

## Sinopsis
Después de descubrir que está perdiendo pelo a un ritmo alarmante, Marge consulta al Dr. Hibbert, quien le informa que el estrés es la causa de sus males. Los Simpson deciden contratar a una niñera que puede ayudar a aliviar algunas de las tareas de Marge. Empiezan a entrevistar a varios candidatos, pero ninguno de ellos son adecuados para el trabajo. Bart y Lisa cantan una canción acerca de lo que se consideraría la niñera perfecta, y sus deseos son contestadas cuando una mujer con un paraguas baja del cielo, y se presenta a sí misma como Shary Bobbins. Ella parece perfecta y es inmediatamente contratada. 
Shary Bobbins resulta ser una gran ayuda para la familia Simpson, ayudando a los niños a limpiar sus habitaciones, e incluso ayudar a Burns a ser feliz (a pesar de que le cae un rayo que provoca que su corazón vuelva a latir). Marge se recupera de su estrés y su pelo vuelve a la normalidad. Al día siguiente, Shary Bobbins declara terminado su trabajo y sale de su casa. Apenas está empezando a echar de menos a la familia Simpson, escucha como se rompe la ventana del comedor, donde se ve a Bart siendo estrangulado por Homer. La familia parece haber vuelto a su estado anterior. Ella es consciente de que su trabajo está lejos de ser completado, y decide quedarse. 
La familia ahora comienza a tratar mal a Shary Bobbins, pierden interés por sus canciones y entusiasmo por la vida. Ella se deprime y empieza a beber con Barney. La familia es consciente de que han aplastado su espíritu y deciden animarla. Marge le dice a Shary que no se puede hacer nada para cambiar a la familia Simpson y que son felices solo de la manera que son. La familia canta una canción; Shary declara que los Simpsons son un grupo de monos y se va volando con su paraguas mágico. Como Shary vuela a lo lejos, Lisa pregunta si volverán a verla de nuevo y Homer, positivo, dice que lo harán. Cuando dice estas palabras, en el fondo se ve a Shary, siendo arrastrada hacia la turbina de un avión, matándola, algo que pasó desapercibido por la familia.

## Producción
Aunque durante la mayor parte de la octava temporada los productores ejecutivos fueron Bill Oakley y Josh Weinstein, los que lo habían sido durante las primeras temporadas, Al Jean y Mike Reiss, habían firmado un contrato con Disney según el cual le permitían producir cuatro episodios de Los Simpson. El argumento del episodio fue planeado varios años antes de su estreno, cuando Jean y Reiss eran los productores ejecutivos habituales. La idea inicial era que el episodio fuese el último escrito por Al Jean, pero nadie quiso producirlo. Después de que se le permitiera regresar y producir algunos episodios de Los Simpson, Jean y Reiss decidieron escribir ellos mismos este episodio. Al principio, Mike Reiss estaba en contra de hacer el episodio ya que opinaba que no era una buena idea. Sentía que el argumento era algo ridículo y que en el programa no debía haber nada de magia; excepto por algunas escenas breves, sacó todo lo irreal del episodio. Actualmente, considera que es uno de sus favoritos de los episodios que coescribió.
En su momento, "Simpsoncalifragilisticexpiala(Annoyed Grunt)cious" tuvo más escenas musicales que cualquier otro episodio. Mientras escribía, Jean pensó que las canciones podrían extenderse para que el episodio tuviese la duración adecuada, pero era considerablemente más corto de lo que debía. Muchas escenas adicionales, como el segmento de Itchy & Scratchy, fueron añadidas para extender el episodio. Originalmente había una secuencia en la que Bart, Lisa y Shary Bobbins visitan a Patty y Selma quienes cantan "Amamos fumar", una parodia de "I Love to Laugh". La canción fue cortada porque no tuvo buen recibimiento en el elenco, pero la versión completa estuvo incluida en el álbum Go Simpsonic with The Simpsons y una breve versión animada fue incluida en una escena borrada del DVD de la octava temporada. Durante la canción del final, Homer puede ser visto bailando pero no cantando; esto fue porque los productores olvidaron grabar a Dan Castellaneta.
Muchas de las escenas fueron animadas por Eric Stefani, un antiguo miembro de No Doubt, quien se especializaba en la animación de números musicales.

### Casting
Los productores llamaron a Julie Andrews para ser la estrella invitada del episodio y ella aceptó el papel, pero finalmente se decidió que la voz de Shary Bobbins la hiciese Maggie Roswell. Nancy Cartwright menciona en su autobiografía, My Life as a 10-Year-Old Boy, que esto sucedió porque, después de escuchar la lectura de Roswell, los productores la eligieron para el papel.
Quentin Tarantino también fue llamado para ser estrella invitada, pero no aceptó sus líneas, pensando que eran ofensivas. En su lugar, Dan Castellaneta tomó su papel.